# أليكساندر روتشا
أليكساندر روتشا هو لاعب غولف برازيلي، ولد في 21 نوفمبر 1977 في ساو باولو في البرازيل.

## وصلات خارجية
- أليكساندر روتشا على موقع رابطة لاعبي الغولف المحترفين (الإنجليزية)
- أليكساندر روتشا على موقع رابطة أوروبا للاعبي الغولف المحترفين (الإنجليزية)
- أليكساندر روتشا على موقع التصنيف العالمي الرسمي للغولف (الإنجليزية)